# Teresa Crippen
Teresa Crippen (Bryn Mawr (Pennsylvania), 12 april 1990) is een Amerikaanse voormalige zwemster. Teresa Crippen is de jongste zus van zwemmers Maddy, Fran en Claire Crippen.

## Carrière
Bij haar internationale debuut, op de Pan-Amerikaanse Spelen 2007 in Rio de Janeiro, veroverde Crippen de gouden medaille op de 200 meter rugslag en de zilveren medaille op de 400 meter wisselslag. Samen met Lauren Thies, Emily Kukors en Jessica Rodriguez zwom ze in de series van de 4x200 meter vrije slag, in de finale legden Rodriguez en Kukors samen met Ava Ohlgren en Katie Carroll beslag op de gouden medaille. Voor haar aandeel in de series ontving Crippen eveneens de gouden medaille.
Op de Pan Pacific kampioenschappen zwemmen 2010 in Irvine sleepte de Amerikaanse de zilveren medaille in de wacht op de 200 meter vlinderslag en eindigde ze als twaalfde op de 200 meter rugslag, op zowel de 200 als de 400 meter wisselslag werd ze uitgeschakeld in de series.
In Shanghai nam Crippen deel aan de wereldkampioenschappen zwemmen 2011, op dit toernooi strandde ze in de halve finales van de 200 meter vlinderslag.

## Internationale toernooien
| Jaar | Olympische Spelen | WK langebaan         | WK kortebaan  | PanPacs                                                                         | Pan-Ams                                                                           |
| ---- | ----------------- | -------------------- | ------------- | ------------------------------------------------------------------------------- | --------------------------------------------------------------------------------- |
| 2007 |                   | geen deelname        |               |                                                                                 | 200m rugslag · 400m wisselslag · 4x200m vrije slag · Crippen zwom enkel de series |
| 2008 | geen deelname     |                      | geen deelname |                                                                                 |                                                                                   |
| 2009 |                   | geen deelname        |               |                                                                                 |                                                                                   |
| 2010 |                   |                      | geen deelname | 12e 200m rugslag · 200m vlinderslag · 21e 200m wisselslag · 17e 400m wisselslag |                                                                                   |
| 2011 |                   | 14e 200m vlinderslag |               |                                                                                 | geen deelname                                                                     |

## Persoonlijke records

### Langebaan
| Afstand          | Tijd    | Datum            | Plaats         |
| ---------------- | ------- | ---------------- | -------------- |
| 200m rugslag     | 2.10,57 | 22 juli 2007     | Rio de Janeiro |
| 200m vlinderslag | 2.06,93 | 18 augustus 2010 | Irvine         |
| 200m wisselslag  | 2.13,48 | 3 augustus 2010  | Irvine         |
| 400m wisselslag  | 4.41,87 | 5 augustus 2010  | Irvine         |